# 禹刑
禹刑是夏朝的法律，名字来源于夏朝的第一位天子禹。
禹刑的具体内容已无法考证。根据东汉郑玄说：“夏刑，大辟二百，膑辟三百，宫辟五百，劓、墨各千”，大意是：夏朝的刑法，死刑两百条，挖脚骨刑三百条，割生殖器刑五百条，割鼻子、刺面涂青刑各一千条。根据《隋书·经籍志》记载：“夏后氏正刑有五，科条三千”。两个文献记载一致，均说明夏朝法律规定了五种刑罚，共三千条。